# Довгий м'яз-розгинач пальців
Довгий м'яз розгинач пальців (лат. musculus extensor digitorium longus) — поперечносмугастий стрічкоподібний м'яз гомілки.

## Опис

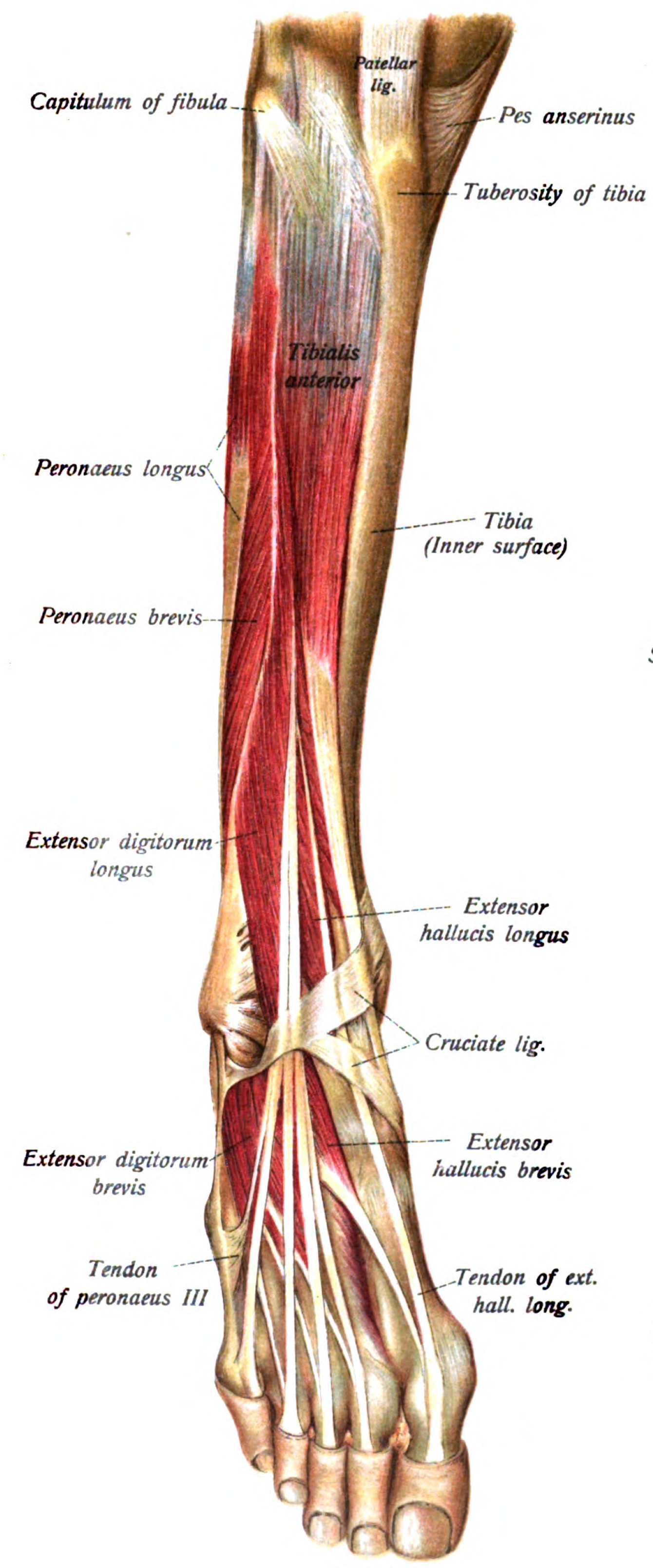
Довгий м'яз-розгинач пальців позначено — Еxtensor digitorum longus

Початок: головка малогомілкової кістки, верхні дві третини її тіла (діафіза) і зовнішній виросток великогомілкової кістки.
Сухожилля м'яза проходить під верхнім і нижнім утримувачами м'язів-розгиначів стопи на її тильну поверхню, далі розділяється на чотири сухожилля, кожне з яких розділено на три пучки, що закінчуються на тильній поверхні II—V пальців. Центральний пучок кріпиться до середньої фаланги пальця (phalanx media), а бічні — за дистальну фалангу (phalanx distalis).
Функція: розгинає ІІ-V пальці, а також вивертає стопу.

3D зображення

## Іннервація
Іннервацію м'яза забезпечує глибокий малогомілковий нерв (лат. nervus fibularis [peroneus] profundus).